# Batkoa amrascae
Batkoa amrascae är en svampart som beskrevs av S. Keller & Villac. 1997. Batkoa amrascae ingår i släktet Batkoa och familjen Entomophthoraceae.   Inga underarter finns listade i Catalogue of Life.